# Al-Qa'im (Fatimide)

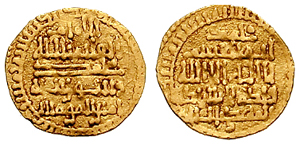
Golddinar des al-Qaim

Abu l-Qasim Muhammad ibn al-Mahdi (arabisch أبو القاسم محمد بن المهدي, DMG Abū l-Qāsim Muḥammad b. al-Mahdī) mit dem Thronnamen al-Qa'im bi-amri llah (القائم بأمر الله, DMG al-Qāʾim bi-amri llāh ‚der Gottes Befehl ausführt‘; * März/April 893 in Salamya; † 17. Mai 946) war von 934 bis 946 der zweite Kalif aus der Dynastie der Fatimiden.

## Leben
Abu l-Qasim wurde 893 im syrischen Salamya geboren und hieß ursprünglich Abd ar-Rahman; seine Mutter war die Tochter des ismailitischen Großmeisters Abu sch-Schalaghlagh. Nach der Machtergreifung seines Vaters Abdallah al-Mahdi (reg. 910–934) in Ifrīqiya nahm er den Namen Abu l-Qasim Muhammad ibn Abdallah (= voller Namen des Propheten Muhammad) an.
Schon 912 zum Thronfolger designiert, unternahm al-Qā'im 914–915 und 919–921 Feldzüge nach Ägypten, die allerdings an der Gegenwehr der Abbasiden unter schweren Verlusten scheiterten. Für mehrere Monate zwischen 914 und 915 gelang es ihm aber immerhin, Alexandria zu halten. Aus dieser Zeit hat sich eine Predigt von ihm zum Fest des Fastenbrechens erhalten, die sein großes religiöses Sendungsbewusstsein verrät:

„Ihr Leute! Ich bin zu dieser eurer Glaubensgemeinschaft gekommen wie der Gottesgesandte zu den Juden und Christen mit ihrer Thora und ihrem Evangelium, mit ihren Kirchen und Synagogen. Er rief sie auf, ihr Wissen zu vervollkommnen durch das, was in der Thora und im Evangelium steht, doch sie kümmerten sich nicht darum. Und so verhängte er über sie das Schwert, die Kopfsteuer, Gefangenschaft, Plünderung und Vertreibung. Genauso bin ich zu dieser eurer Gemeinschaft gekommen, denn ihr habt euren Koran zu Lügen gemacht, habt ihn hinter euch geworfen und euch dafür einen geringen Preis eingehandelt.“

Im April 927 brach Abu l-Qasim zu einem Feldzug gegen die Zanata auf, von dem er erst im November 928 in die Residenzstadt al-Mahdiya zurückkehrte. 934 trat al-Qa'im die Nachfolge seines Vaters an. Nach seiner Machtergreifung hat er al-Mahdiya bis zu seinem Tod nicht mehr verlassen. Dennoch stieg das Fatimidenreich zur Großmacht im Mittelmeerraum auf. Nach der erneuten Unterwerfung Siziliens wurden das byzantinische Kalabrien und die Küsten Italiens und Frankreichs geplündert (siehe auch Islam in Italien).
Allerdings geriet das Reich durch den Aufstand des Abu Yazid (944–947) in eine schwere Krise. Dieser hatte die ibaditischen Berberstämme im Aurèsgebirge vereinigt und Ifriqiya überrannt. Nur in al-Mahdiya konnte sich al-Qa'im mit Hilfe der Flotte behaupten. Die Fatimiden wurden dadurch gerettet, dass während der Belagerung von al-Mahdiya die Berberstämme von Abu Yazid wieder abfielen. Bevor der Aufstand unterdrückt werden konnte, starb al-Qa'im am 17. Mai 946. Sein Nachfolger als Kalif wurde sein Sohn Ismail al-Mansur.